# Gijsbert van Hogendorp (1668-1750)

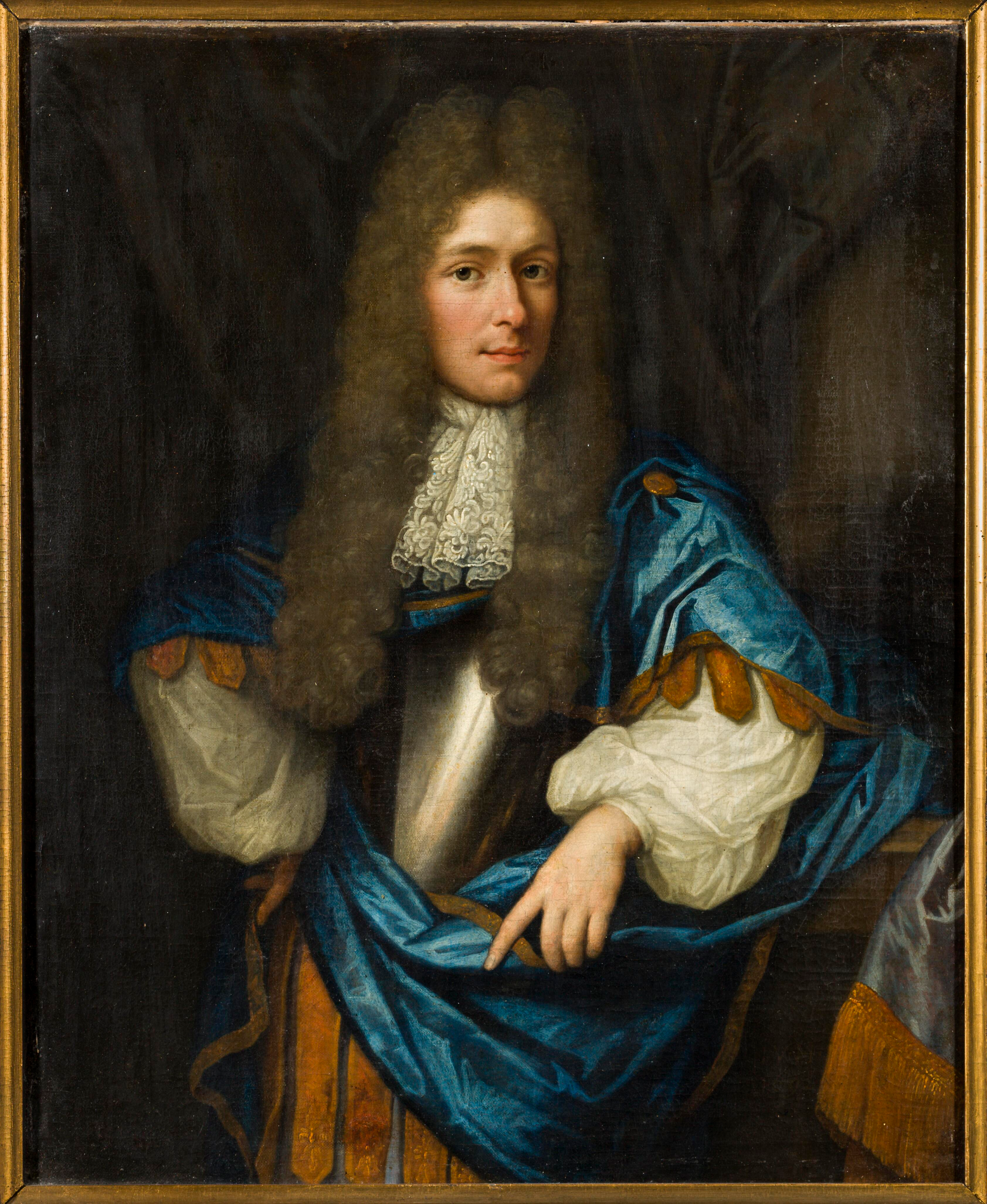
Gijsbert van Hogendorp (1668-1750) (Jan van Haensbergen, 1692)

Gijsbert van Hogendorp (1668 - 23 oktober 1750), vrijheer van Sint Janssteen en Glossenberghe, heer van Hofwegen, heer van Steenhuysen, ambachtsheer van Cromstreyen en Heyningen, drost van Steenbergen, was de zoon van Diederik van Hogendorp (ca. 1625-1702) en Petronella Kettingh. Het eerste huwelijk was in oktober 1692 met Justina Aletta Becker. Op 20 augustus 1696 hertrouwde hij met Margaretha Catharina Beck. Zij kregen negen kinderen. 
Van Hogendorp was ontvanger-generaal van de Unie (1707-1740). Een onderzoek werd tegen hem gestart in 1722 omdat hij geïnde gelden zou hebben verduisterd. Keizer Frans I Stefan verhief hem in 1748 tot rijksgraaf van het Heilige Roomse Rijk. Hij kocht in 1710 voor ƒ 52.500 de buitenplaats Sion in Rijswijk van de erven van Gerard Jansz Putmans, een Delfts bestuurder. Hij bouwde Sion uit tot een van de fraaiste buitenplaatsen van Rijswijk.  Toen hij in 1750 overleed erfde zijn dochter Jacoba Sara Justina de buitenplaats. 